# Arola SARL
Arola war ein französischer Hersteller von Automobilen.

## Unternehmensgeschichte
Das Unternehmen Arola SARL von Daniel Manon aus Lyon-Corbas begann 1976 mit der Produktion von Kleinstwagen. 1983 wurde das Unternehmen von Aixam übernommen.

## Modelle 10, 11 und 12

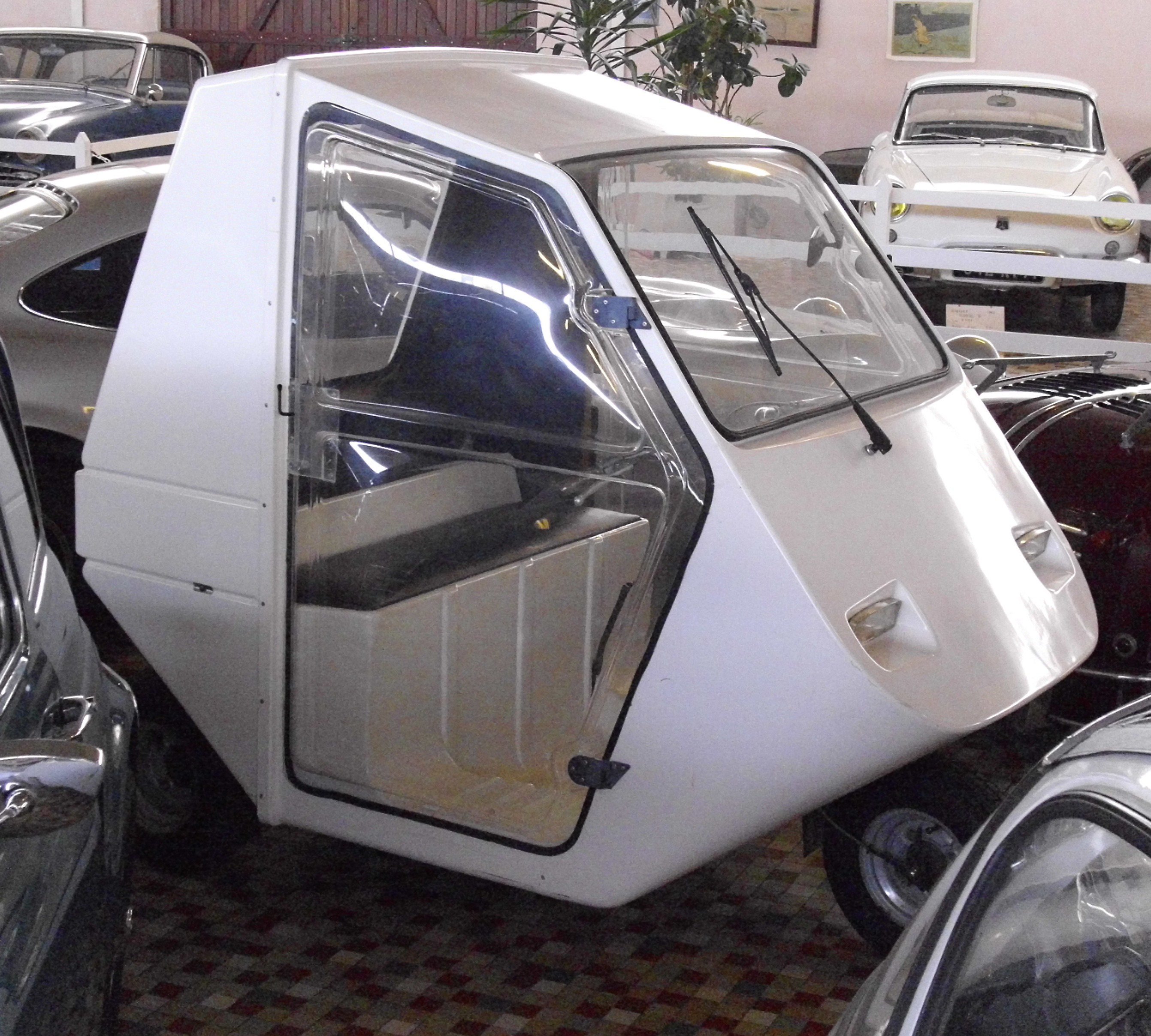
Arola 10

Die ersten Fahrzeuge, die Arola herausbrachte, waren die Dreiräder Typ 10, 11 und 12. Sie besaßen einen Stahlrohrrahmen und waren so konstruiert, dass sie entsprechend der damaligen französischen Gesetzgebung ohne Führerschein gefahren werden konnten. Als Antrieb der Modelle 10 und 11 diente ein ca. 3 PS (ca. 2,2 kW) Einzylindermotor von Saxonette mit 47 cm³ im Heck und eine Zweistufenautomatik. Der Motor des Modells 12 war von Motobécane, sein Getriebe verfügte auch über einen Rückwärtsgang. Es gab für alle Versionen einen Lenker mit den gleichen Funktionen wie bei einem Mofa. Arola legte zudem Wert darauf, dass ein Kunde, der mit den Mofas und Mopeds Motobécane Mobylette vertraut war, auch schnell mit dem Arola zurechtkam.
Die Karosserie aus Polyester hatte ein festes Dach. Optional gab es leichte, vollständig durchsichtige Türen aus Plexiglas die in kürzester Zeit montiert resp. demontiert werden konnten. Der einfache Sitz hatte keine Rückenlehne. Zur Grundausstattung gehörten ein elektrischer Anlasser, ein Scheibenwischer und ein verchromter Auspuff, der längs oder schräg zur Fahrtrichtung angebracht werden konnte. Der Unterschied lag in der Ausstattung; die Modelle 10 und 11 besaßen weder Geschwindigkeitsmesser noch Aschenbecher. Die Modelle 11 und 12 hatten Taschen zur Ablage von Kleinmaterial. Die Höchstgeschwindigkeit mit dem Saxonette-Motor betrug ca. 40 km/h, das Modell 12 erreichte ca. 65 km/h. Es ist unklar, ob hier die Türen zur Grundausstattung gehörten. Die Dreiräder Modell 10, 11 und 12 hatten eine Länge von 1840 mm, eine Breite von 1070 mm, eine Höhe von 1570 mm und ein Gewicht von ca. 110 kg. Das Modell 12 wurde bis 1982 produziert, die Bauzeit der beiden anderen Versionen scheint etwas früher geendet zu haben.

## Modell SP
1978 wurde die Modellreihe durch das Modell SP ergänzt, das technisch eng an das parallel weitergebaute Modell 12 anlehnte. SP steht nicht für „Sport“, sondern für 'Super Prâtique'. Das Fahrzeug war bei im übrigen gleichen Dimensionen 2275 mm lang. Die gewonnene Fläche wurde durch eine Pritsche mit Plane genutzt, was aus dem Fahrzeug einen Mini-Pick-up machte. Auch der Typ SP wurde bis 1982 gebaut. Er war das letzte Dreiradmodell der Marke.

## Modelle 14, 15 und Compacity
Die ersten vierrädrigen Arola erschienen 1979. Die Modelle 14 und 15 waren eine Weiterentwicklung der Dreiräder und ähnelten diesen im Profil und von hinten stark. Sie verfügten aber über eine Mittellenkung mit Lenkrad, eine Konfiguration, die gewählt wurde, ehe absehbar wurde, dass diese Fahrzeugklasse eine französische Zulassung für zwei Personen erhalten könnte. Der Antrieb wurde weitgehend vom Modell 12 / SP übernommen. Der „Sitz“ bestand immer noch aus einem leicht gepolsterten Brett, war aber etwas komfortabler mit einer Rückenstütze ähnlicher Konstruktion. Modell 14 erhielt durchsichtige Plexiglastüren mit Belüftungsschlitz, Modell 15 solche mit einem Schiebefenster aus richtigem Glas. Bei unveränderter Breite und Höhe betrug die Länge 1880 mm.
Etwas vage sind die Informationen zum Modell Compacity, dessen Funktion die gleiche ist wie jene des SP für das Modell 12. Dieser vierrädrige Pick-up war von 1980 bis 1982 im Angebot, es ist aber unklar, ob er tatsächlich in Serie hergestellt wurde. Fotos zeigen einen Compacity mit schwarzen Türen und Schiebefenstern. Dabei handelt es sich möglicherweise um einen Prototyp. Die Modelle 14, 15 und Compacity wurden 1982 eingestellt.

## Modelle 18 und 20

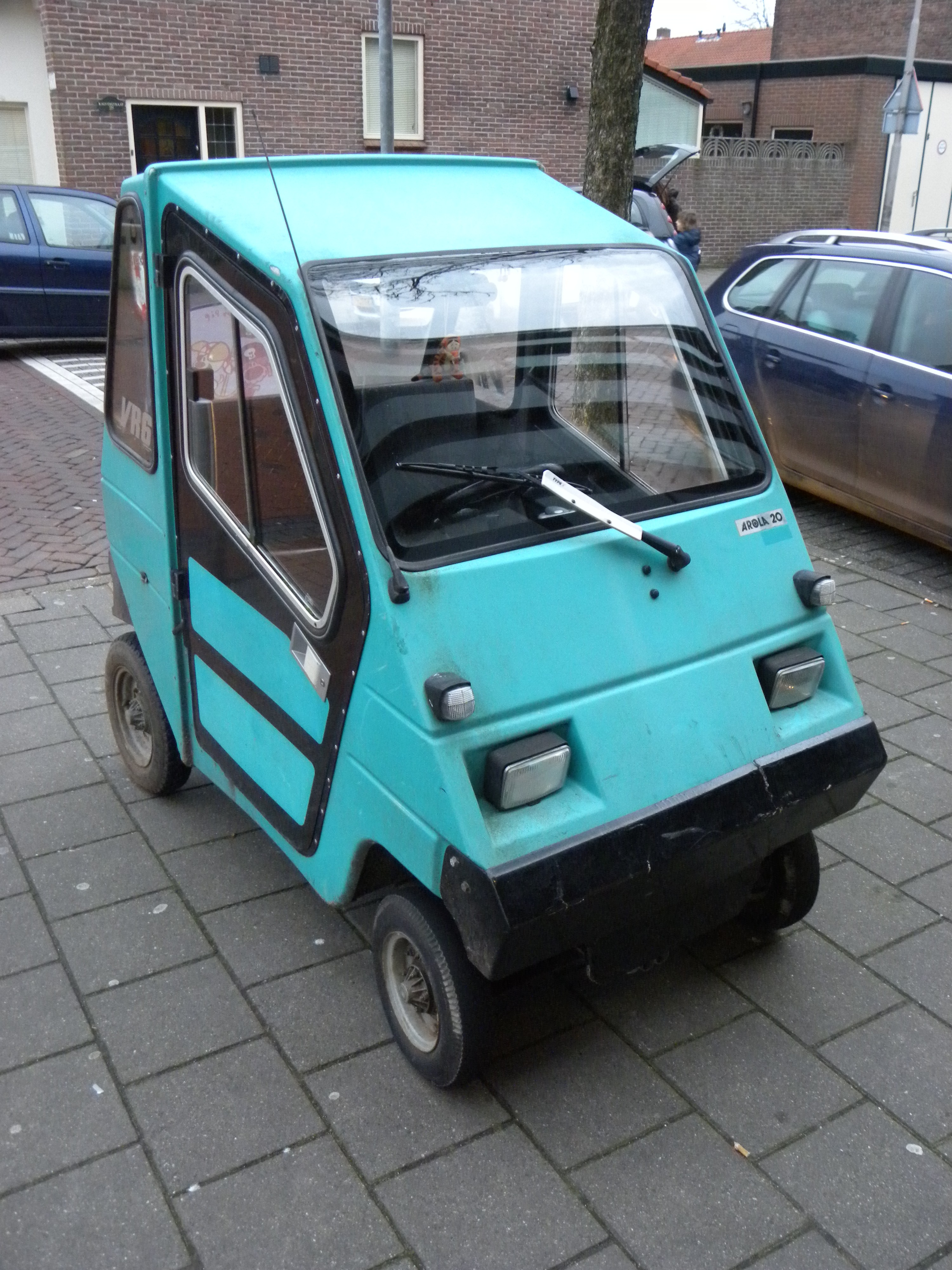
Arola 20

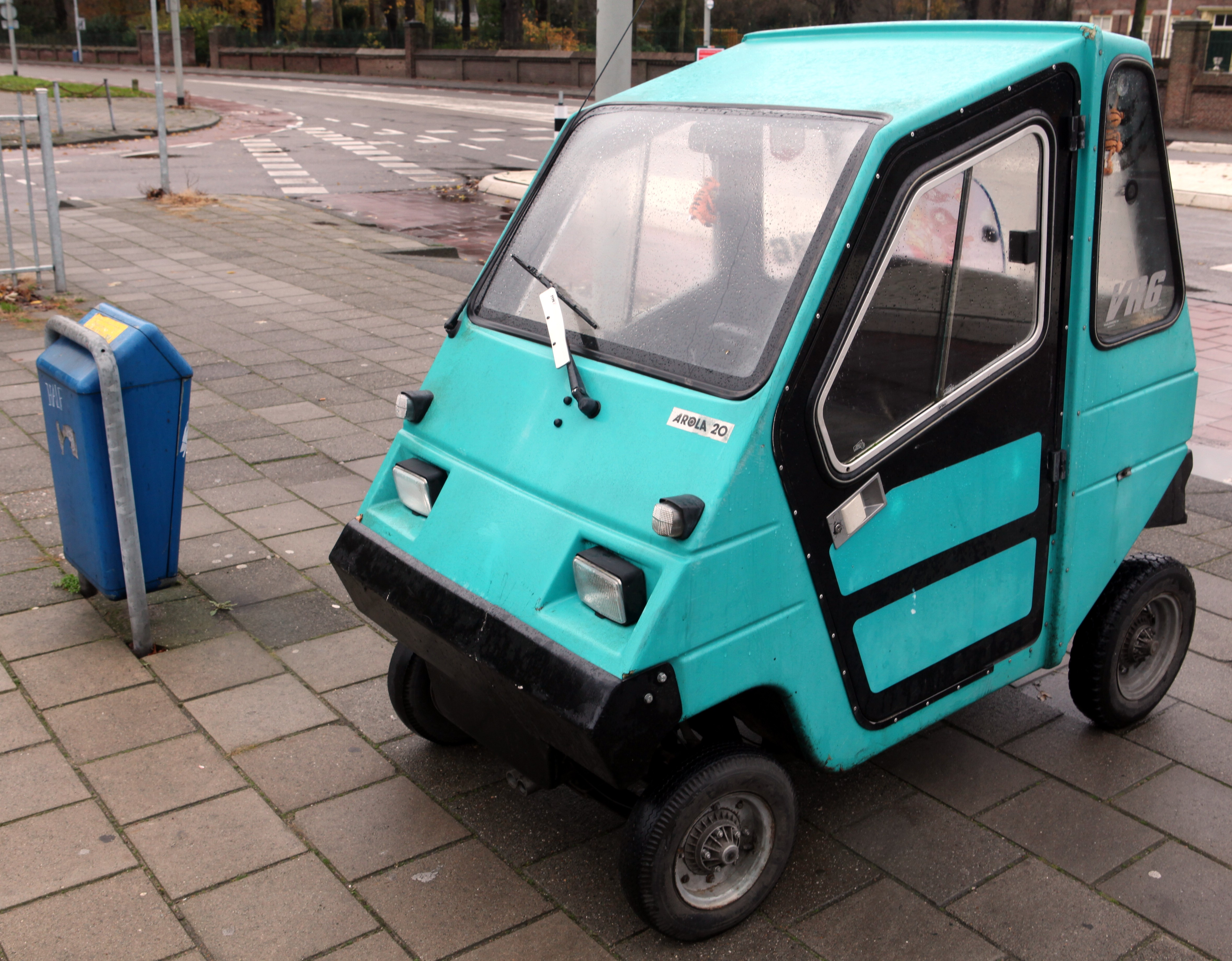
Arola 20

Das Modell 18, 1981 erschienen, ist etwas größer und noch kantiger als seine Vorgänger. Der größte Unterschied zu diesen liegt jedoch in der Konstruktionsweise: Anstelle des Stahrohrrahmens verwendete Arola hier einen Polyesterboden mit Verstärkungen aus Aluminium-Profil. Die Karosserie bestand aus Aluminium-Profilen, die mit Polyesterteilen beplankt waren. Vier Motoren, immer noch im Heck untergebracht, standen zur Auswahl: Von BCB, Motobécane oder Peugeot mit je 50 cm³ sowie eine weitere Version von BCM mit 125 cm³. Letztere soll gut für 65 km/h sein. Eine Version S beinhaltete Verfeinerungen wie eine Borduhr. Das Modell 18 war 2000 mm lang, 1250 mm breit und wog 190 kg.
Über das Modell 20 gibt es kaum Informationen. Äußerlich sieht es dem Modell 18 sehr ähnlich, weist aber hintere Seitenfenster auf. Möglicherweise handelt es sich um ein Zwischenmodell.

## Minoto
Die Bezeichnung Minoto ist ein Wortspiel aus „Miniatur“ und „Automobil“ in französischer Sprache. Der Modellname tauchte erstmals beim kurzlebigen französischen Hersteller Bel Motors (1976–1982) auf für ein Leichtfahrzeug mit Stahlrahmen und Polyesterkarosserie über einem Aluminiumgerippe. Der Arola Minoto war völlig anders konzipiert und zwar als selbsttragende Polyesterkonstruktion. Der Antrieb erfolgt mit den bekannten 50-Kubik-Motoren von Motobécane oder Peugeot, später kommt ein Dieselmotor von Lombardini mit 325 cm³ dazu. Der etwas „erwachsener“ wirkende Minoto misst 2030 mm in der Länge, 1300 mm in der Breite und wiegt als Benziner 203 kg.
Ein Fahrzeug dieser Marke ist im Musée Automobile de Vendée in Talmont-Saint-Hilaire zu besichtigen.